# (3544) Бородино
(3544) Бородино (англ. 3544 Borodino, ранее 1977 RD4) — каменистый астероид внутренней области пояса астероидов, диаметр составляет около 9 км. Открыт 7 сентября 1977 года советским астрономом Николаем Черных в Крымской Астрофизической обсерватории. Форма астероида, предположительно, вытянутая, период обращения составляет 5,44 часов. Астероид назван в честь деревни Бородино, у которой произошло Бородинское сражение.

## Орбита и классификация
Бородино находится в поясе астероидов, но не принадлежит какому-либо семейству. Астероид обращается вокруг Солнца во внутренней части Главного пояса на расстоянии 1,9–2,9 а.е. с периодом 3 года 9 месяцев (1359 дней, большая полуось равна 2,4 а.е.). Эксцентриситет орбиты равен 0,22, а угол наклона орбиты относительно плоскости эклиптики составляет 9°.
Впервые астероид наблюдался как объект 1936 QJ1 в обсерватории Йоханнесбурга в августе 1936 года. Дуга наблюдения начинается с наблюдений астероида как объекта 1943 GM в обсерватории Турку в апреле 1943 года более чем за 34 года до официального открытия.

## Физические характеристики
Предполагается, что Бородино является каменным астероидом класса S, что согласуется с измеренным значением альбедо (см. ниже) по данным Wide-field Infrared Survey Explorer (WISE).

### Период вращения
Фотометрические наблюдения с 2007 года позволили построить несколько кривых блеска. Кривая блеска с высоким разрешением была получена австралийским астрономом-любителем Дэвидом Хиггинсом в обсерватории Хантерс-Хилл; эти данные позволили определить период вращения, равный 5,442 часа при изменении блеска 0,60 звёздной величины. Другие наблюдения, проводимые французским астрономом-любителем Патриком Мэйзелом, астрономами Техасского университета A&M, а также астрономы обсерватории Оукли определили значения периода в 5.435, 5.437 и 5.44 часов при амплитуде блеска 0.74, 0.65 и 0.63 звёздных величин соответственно. Высокое значение переменности блеска свидетельствует о несферической форме астероида.

### Полюса
Две кривые блеска, опубликованные в 2016 году, были построены с использованием фотометрических моделей из Фотометрической базы данных Лоуэлла (англ. Lowell Photometric Database, LPD) и других источников; кривые дают оценки сидерического периода вращения 5,43459 и 5,43460 часов соответственно. Каждая моделируемая кривая блеска также определяет положение осей вращения (104.0°, −57.0°) и (267.0°, −53.0°), а также (294.0°, −60.0°) и (157.0°, −57.0°) в эклиптической системе координат (λ, β) соответственно.

### Диаметр и альбедо
Согласно данным обзоров, проводимых телескопами Akari и WISE, Бородино обладает диаметром от 6,11 до 8,688 км, поверхность обладает альбедо от 0,2361 до 0,474.
Источник Collaborative Asteroid Lightcurve Link указывает значение альбедо 0,20, что соответствует диаметру 9,84 км при абсолютной звёздной величине 12,4.

## Название
Малая планета названа в честь российской деревни Бородино около Москвы, где произошло в сентябре 1812 года Бородинское сражение. Официальное название было опубликовано Центром малых планет 10 ноября 1992 года (M.P.C. 21130).